# Affaire non classée
Pour plus de détails, voir Fiche technique et Distribution.
Affaire non classée (titre original : Class Action) est un film américain de Michael Apted sorti en 1991.

## Synopsis
Tout au long de sa brillante carrière, l'avocat Jedediah Ward a défendu de grandes causes avec plein de générosité, parfois au détriment de ses proches. Sa fille Maggie, également avocate, plaide sans passion, voulant échapper à l'influence de son père, auquel elle ne pardonne pas ses absences passées et ses infidélités. 
Un jour, on confie à Maggie la défense des intérêts de la société Argo dont une des voitures, la Meridian, construite en 1985, est accusée d'avoir provoqué de nombreux accidents de la route. Face à Maggie plaide ... son propre père. Elle découvre l'existence du rapport d'un expert qui avait découvert des défauts dans la voiture, un rapport qui a été enterré par les constructeurs. En effet, selon eux, rappeler les voitures déjà mises sur le marché aurait coûté trop cher. À la fois pressée par son patron, qui lui promet une promotion si elle gagne, et menacée de radiation du barreau si elle trahit son client, Maggie décide de se taire. Mais lorsqu'elle découvre que le rapport a été détruit, elle ne peut s'empêcher de mettre son père sur la piste.
À eux deux, Jedediah et Maggie brisent le système réputé invincible des grosses sociétés contre des plaignants situés au bas de l'échelle.

## Fiche technique
- Titre original : Class Action
- Réalisation : Michael Apted
- Scénario : Carolyn Shelby, Christopher Ames et Samantha Shad
- Directeur de la photographie : Conrad L. Hall
- Montage : Ian Crafford
- Musique : James Horner
- Costumes : Rita Ryack (en)
- Production : Robert W. Cort (en), Ted Field et Scott Kroopf
- Genre : Drame, Thriller
- Pays de production :  États-Unis
- Durée : 110 minutes
- Dates de sortie :
  - États-Unis : 15 mars 1991
  - France : 8 mai 1991

## Distribution
- Gene Hackman (VF : Jacques Richard) : Jedediah Tucker Ward
- Mary Elizabeth Mastrantonio (VF : Martine Irzenski) : Maggie Ward
- Colin Friels (VF : Michel Paulin) : Michael Grazier
- Joanna Merlin (VF : Nelly Vignon) : Estelle Ward
- Larry Fishburne (VF : Benoît Allemane) : Nick Holbrook
- Donald Moffat (VF : Gabriel Cattand) : Quinn
- Jan Rubes (VF : Jacques Dynam) : Pavel
- Matt Clark (VF : Francis Lax) : le juge Symes
- Fred Dalton Thompson (VF : Michel Vocoret) : Dr Gretchell
- Jonathan Silverman (VF : Thierry Wermuth) : Brian
- Joan McMurtrey : Ann
- Anne Elizabeth Ramsay : Deborah
- David Byron : Carl
- Tim Hopper : Howie
- Robert David Hall (VF : Jacques Ebner) : Steven Kellen
- Victor Talmadge (VF : Jacques Bernard) : Bernstein
- Wood Moy (VF : René Bériard) : M. Minh